# Ла-Нёвиль-о-Жут
Ла-Нёви́ль-о-Жут (фр. La Neuville-aux-Joûtes) — коммуна во Франции, находится в регионе Шампань — Арденны. Департамент — Арденны. Входит в состав кантона Синьи-ле-Пети. Округ коммуны — Шарлевиль-Мезьер.
Код INSEE коммуны — 08318.
Коммуна расположена приблизительно в 185 км к северо-востоку от Парижа, в 110 км севернее Шалон-ан-Шампани, в 39 км к северо-западу от Шарлевиль-Мезьера.

## Население
Население коммуны на 2008 год составляло 352 человека.
| 1962 | 1968 | 1975 | 1982 | 1990 | 1999 | 2008 |
| ---- | ---- | ---- | ---- | ---- | ---- | ---- |
| 423  | 451  | 392  | 325  | 353  | 353  | 352  |

## Администрация
| Период | Период | Фамилия        | Партия                  | Должность |
| ------ | ------ | -------------- | ----------------------- | --------- |
| 1989   | 2008   | Жак Луазель    |                         |           |
| 2008   |        | Мартен Дезкарт | Социалистическая партия |           |

## Экономика
В 2007 году среди 227 человек в трудоспособном возрасте (15—64 лет) 157 были экономически активными, 70 — неактивными (показатель активности — 69,2 %, в 1999 году было 68,9 %). Из 157 активных работали 131 человек (77 мужчин и 54 женщины), безработных было 26 (12 мужчин и 14 женщин). Среди 70 неактивных 14 человек были учениками или студентами, 25 — пенсионерами, 31 были неактивными по другим причинам.

## Фотогалерея

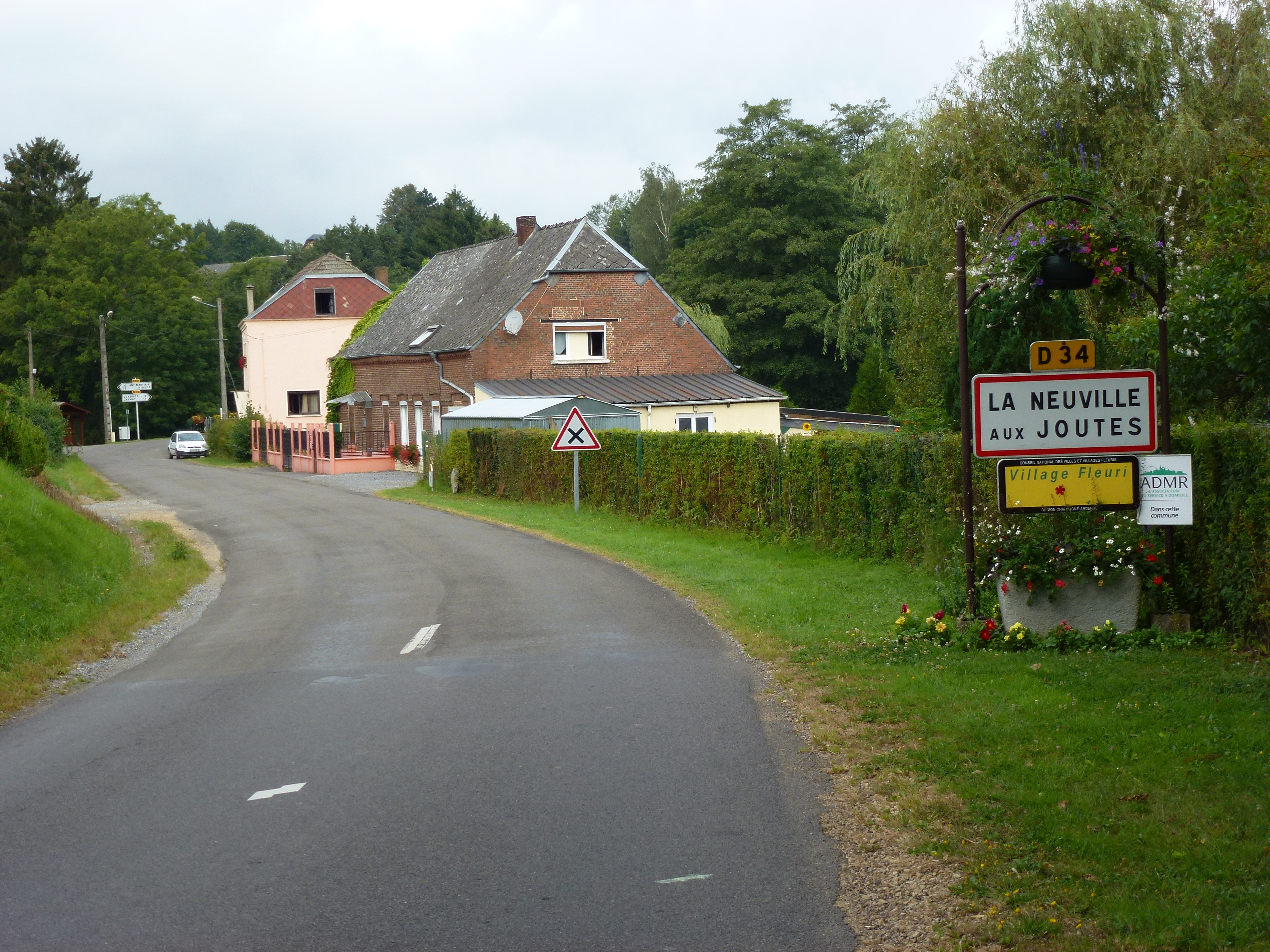
Въезд в Ла-Нёвиль-о-Жут
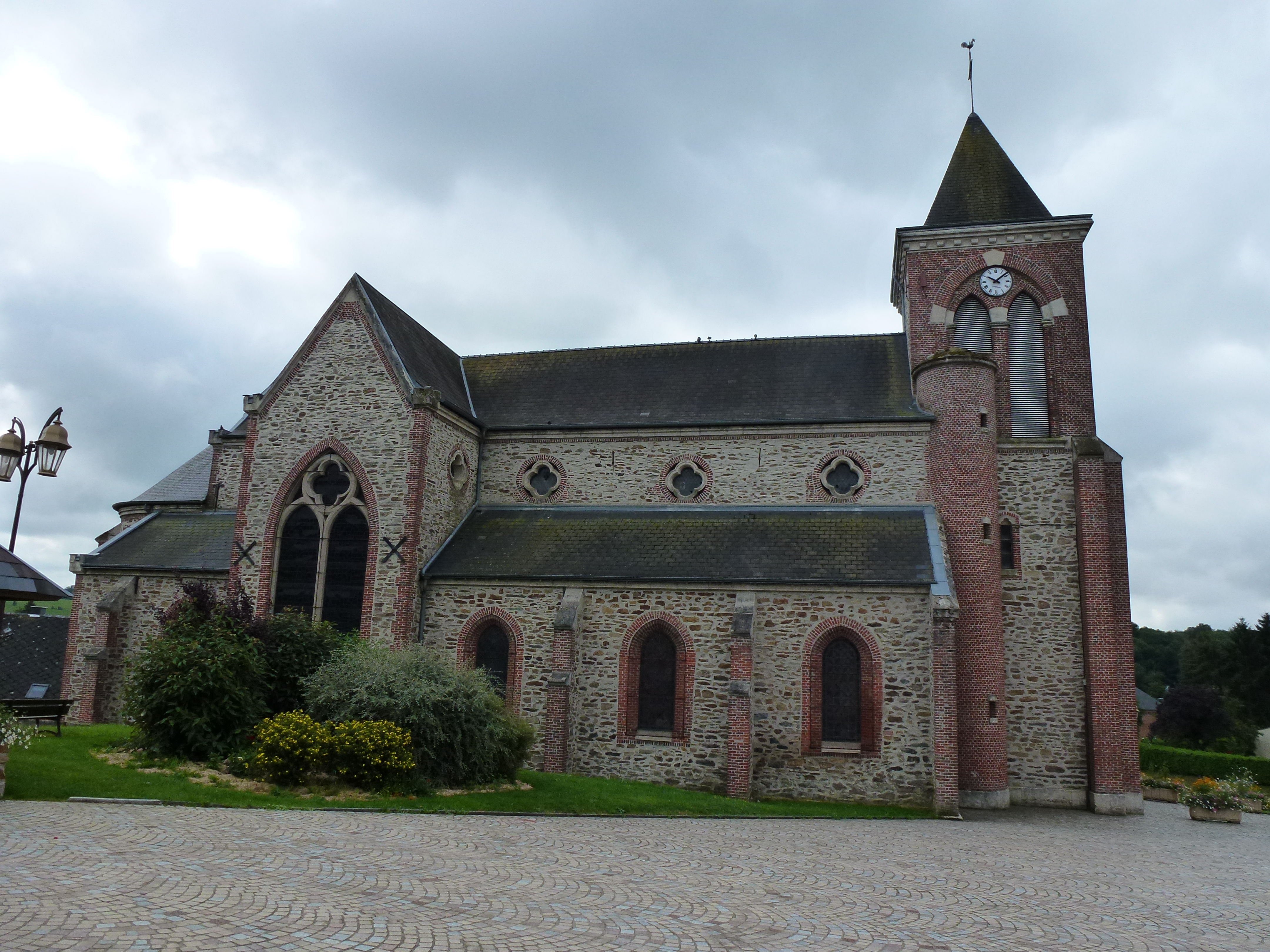
Церковь Сен-Никез
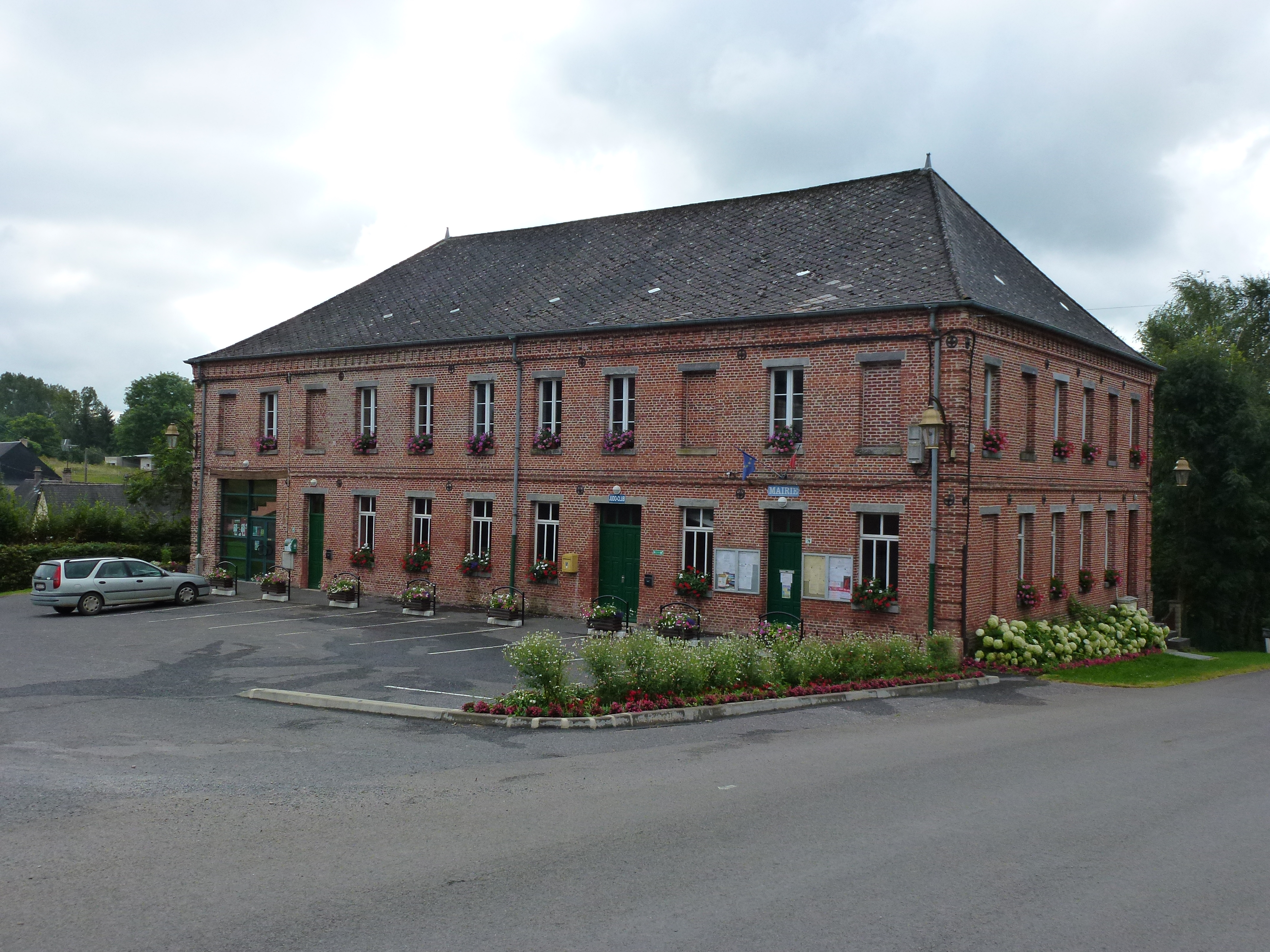
Мэрия
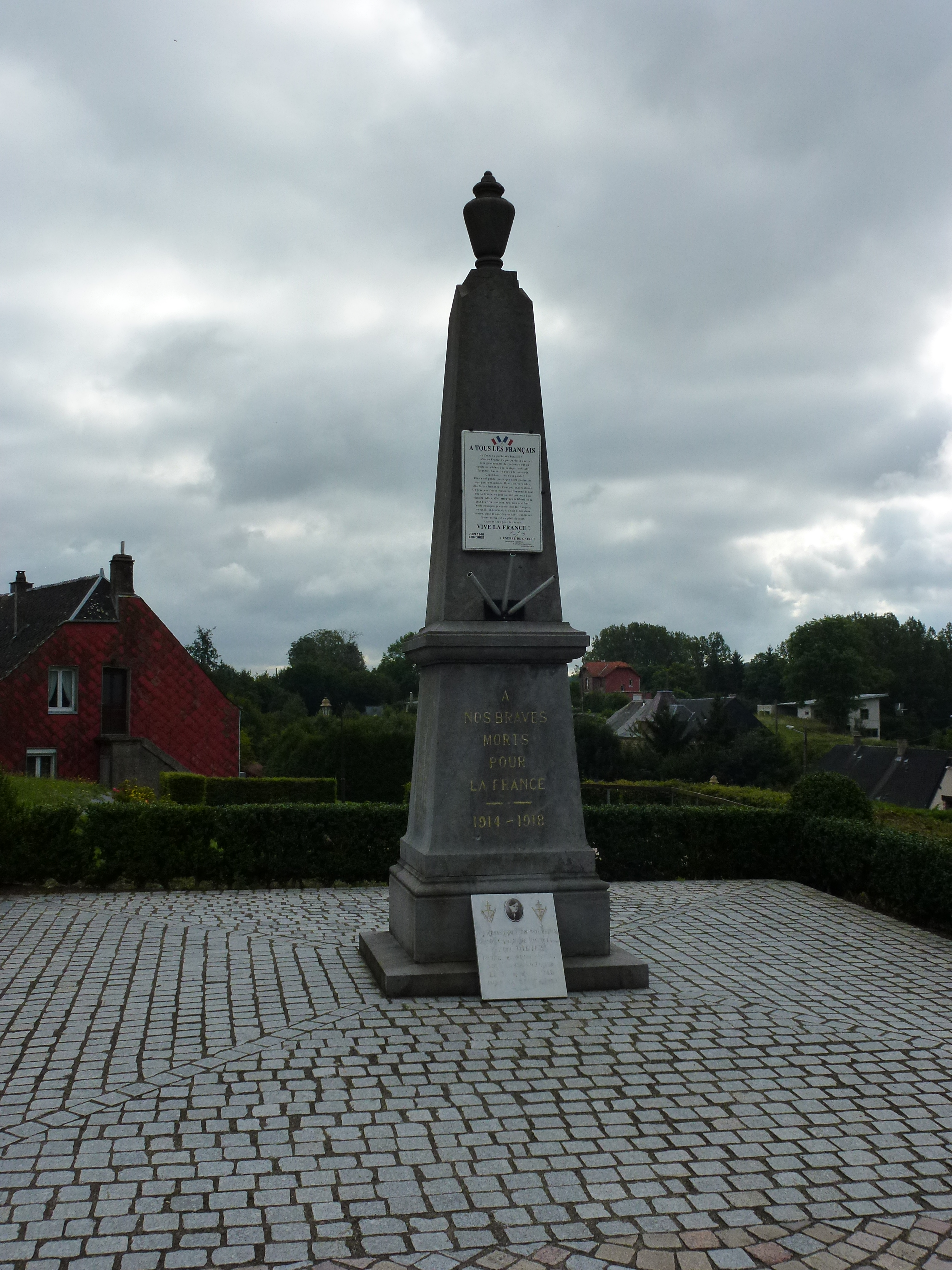
Памятник погибшим в Первой мировой войне